# Рятуйтеся хто може!
Рятуйтеся хто може! — американська науково-фантастична комедія 2020 року, сценаристів і режисерів Алекса Г'юстона Фішера та Елеонор Вілсон з Джоном Полом Рейнольдсом і Сунітою Мані в головних ролях. Прем'єра фільму відбулася на кінофестивалі Sundance 2020. Вийшов у прокат 2 жовтня 2020 року компанією Bleecker Street.

## Сюжет
Су та Джек, подружжя міленіалів у віці приблизно 30 років, вирішують відключитися від свого переповненого Інтернетом життя у Брукліні, вимкнувши телефони на тиждень і залишившись у віддаленій хатині, що належить їхньому другу Рафу. Під час перебування Джек помічає у житлі незрозумілий предмет, схожий на кульку, який Су називає «пуфом». Поки Джек надворі, Су таємно вмикає свій телефон і прослуховує кілька дивних голосових повідомлень від своєї матері про «гігантських щурів», які заполонили Нью-Йорк, які, здається, споживають етанол. Після ночі пиятики, поки пара займається коханням перед великим вікном, Раф приходить у хатину, але падає на землю, а за ним можна побачити «пуф».
Подружжя прокидається та виявляє, що закваска Джека зникла, а їхня пляшка віскі якимось чином стала порожня. Су розуміє, що обидва містять етанол, і що «пуф» може бути одним із гігантських «щурів», про яких казала її мати. Пара ховається нагорі та вмикає свої телефони, виявляючи, що вони втратили сигнал, але дізнаються з різних голосових повідомлень і текстових повідомлень, що «пуфи» — це інопланетяни, які харчуються етанолом, і вони вторглися в Нью-Йорк, що змусило організувати екстрену евакуацію. Готуючись до втечі назад у місто, подружжя виявляє, що прибульці злили бензин із їхньої машини (через вміст етанолу). Вони знаходять Land Rover в сараї з повним баком дизеля, який прибульців як харч не цікавить.
Проїжджаючи лісом, вони натрапляють на іншу пару за кермом вантажівки, яку одразу ж вбиває прибулець. Згадавши про харчування прибульця, Джек кидає пляшку вина на відстань, щоб заманити прибульця в ліс. Запах етанолу відволікає прибульця, який розпилює феромон і ширяє в лісі, розчищаючи їм шлях. Су та Джек чують плач дитини у вантажівці загиблої пари та неохоче повертаються, щоб врятувати її. З'являється жінка, яка ховалася в іншій вантажівці, тримає їх під прицілом, сідає в їхній Land Rover з дизельним двигуном та їде на ньому, залишивши пару та дитину беззахисними в лісі. Коли у пари починаються галюцинації через феромони прибульця, Су вводить Джеку і собі дві голки епінефрину з вантажівки, через що вони втрачають свідомість.
Вони прокидаються, шукають немовля, яке відповзло, коли вони були без свідомості, та натрапляють на інопланетянина. Коли той стріляє своїм хоботком у груди Джека, Су хапає ніж і відрізає його, через що на їх очах прибулець здувається, як шар, що втратив повітря, та гине. За іронією долі виявляється, що мобільний телефон Джека (що зберігався в його нагрудній кишені) допоміг врятувати його від нападу інопланетянина.
Піднімаючись до оглядової точки вздовж стежки, вони досліджують напівпрозору споруду, що росте з землі неподалік. Виявивши, що сигнал на їхніх телефонах відновився, вони шукають інформацію та телефонують у 911. Тим часом поки вони відволікаються на свою технологію, споруда змінює форму, захоплюючи їх і дитину всередину звуконепроникної бульбашки, яка поступово піднімається за межі атмосфери, відкриваючи численні інші бульбашки, які також піднімаються в космос з усієї Землі.

## В ролях
- Джон Пол Рейнольдс — Джек «Джекі» Віндам
- Суніта Мані — Суріна «Су» Раджі
- Бен Сінклер — Раф
- Джон Ерлі — Блейк
- Джо Фаєрстоун — Дезі
- Джоанна Дей — Джуді
- Емі Седаріс — голос матері Джека
- Зенобія Шрофф — голос матері Су

## Випуск
Світова прем'єра фільму відбулася на кінофестивалі Sundance 25 січня 2020 року . Незабаром після цього Bleecker Street придбала права на розповсюдження фільму. Він вийшов 2 жовтня 2020 року,  і доступний на Hulu у Сполучених Штатах.

## Телесеріал
Телесеріальна адаптація фільму для Hulu працює на Keshet Studios і Universal Television . 

## Критика
Save Yourselves має рейтинг схвалення Certified Fresh 89 % на вебсайті агрегатора відгуків Rotten Tomatoes на основі 91 відгуку із середнім показником 6.7/10. Критичний консенсус сайту каже: «Рятуйтеся хто може! не робить нічого несподіваного, оскільки побудований на єдиному жарті — але, на щастя, цей жарт все одно виявляється незмінно смішним». Стефані Захарек з журналу Time високо оцінила фільм, сказавши: «Він сприймається досить серйозно, але не надто серйозно».